# Deutscher Fernsehfunk

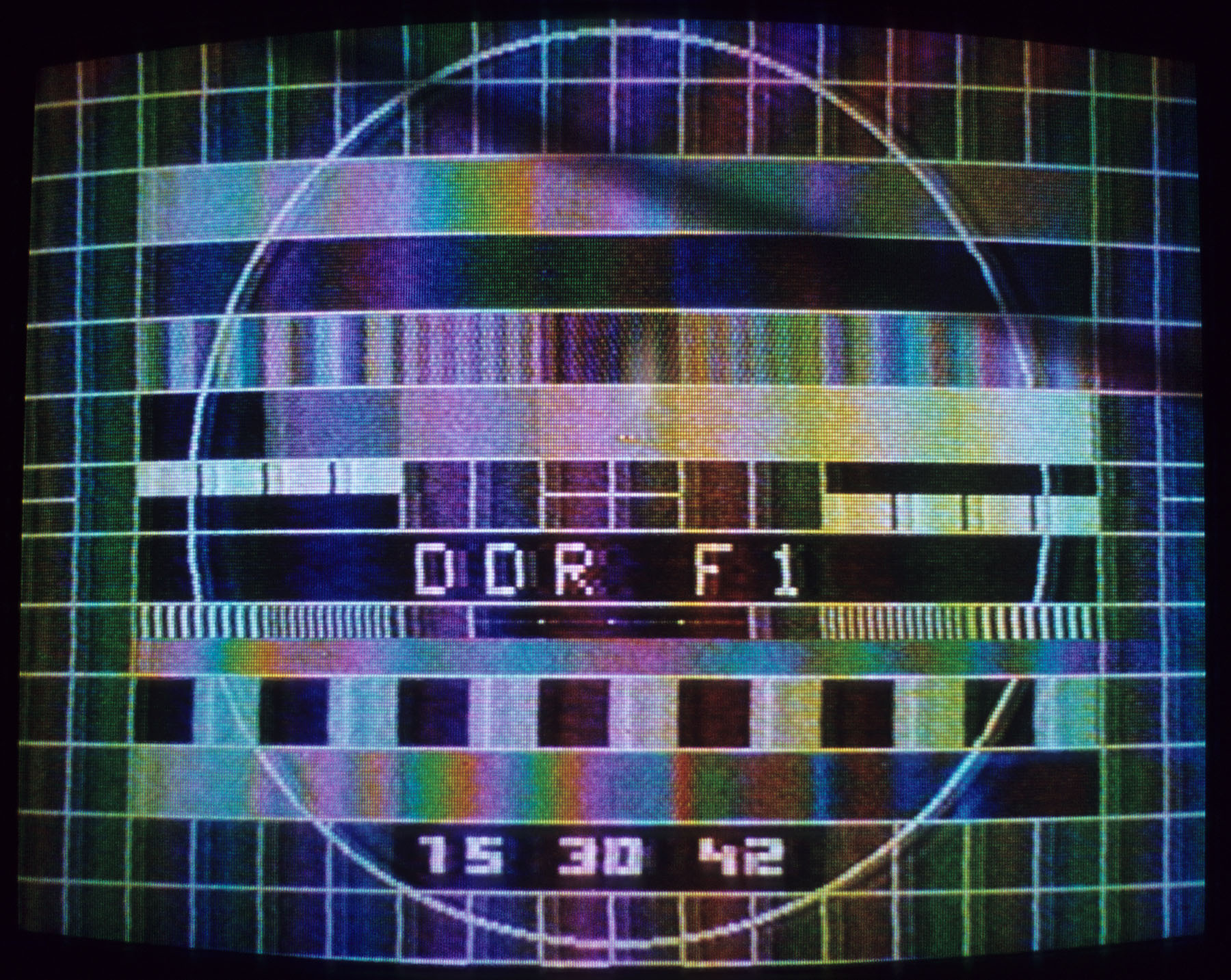
Testbeeld van DFF in 1980

Deutscher Fernsehfunk (afgekort DFF) was de officiële staatstelevisie van de Duitse Democratische Republiek (DDR of Oost-Duitsland). De voorloper van DFF is opgericht in 1950 en zond uit vanuit Adlershof. DFF zelf bestond sinds 1956, en ging in 1991, na de val van de muur, op in meerdere voorheen West-Duitse zenders.
DFF was een van de propaganda-organen van de SED, de enige toegestane politieke partij in de DDR. Omdat veel mensen in de DDR ook West-Duitse zenders konden ontvangen, kon de DFF maar moeilijk de concurrentie met die zenders aan. De regering probeerde dit tegen te gaan door in het land de Franse SECAM standaard voor kleurentelevisie te hanteren, die niet compatibel was met de West-Duitse PAL-standaard. Oost-Duitsers wisten dit echter te omzeilen door het gebruik van decoders. Na verloop van tijd negeerde de Oost-Duitse regering dit probleem dat Republikflucht via Fernsehen werd genoemd, en bleef DFF als propagandakanaal gebruiken terwijl er niet veel naar werd gekeken. De delen van Oost-Duitsland waar West-Duitse zenders niet ontvangen konden worden, werden ook wel gekscherend het Tal der Ahnungslosen genoemd, het "dal van de onwetenden".
Het nieuwsprogramma van DFF heette Aktuelle Kamera. Het kinderprogramma Unser Sandmännchen dat door DFF werd geproduceerd was erg populair, en is voor veel mensen die opgroeiden in de DDR nog steeds een dierbare jeugdherinnering. Er bestond trouwens ook een West-Duitse variant van dit programma, maar dat was minder succesvol.